# Приключения Тинтина
«Приключения Тинти́на» (также Тентен, Тэнтэн, Тантан) (фр. Les Aventures de Tintin) — один из популярнейших европейских комиксов XX века. Его автор — бельгийский художник-самоучка Эрже.
«Приключения Тинтина» переведены с французского на 50 языков. В разных странах Европы имеются магазины, где продают книги, игрушки и другую связанную с Тинтином продукцию. В 2011 году Стивен Спилберг снял по мотивам комиксов фильм «Приключения Тинтина: Тайна „Единорога“».
Стиль чистой линии, выработанный Эрже в комиксах про Тинтина, стал одной из основных техник поп-арта. По мнению философа Мишеля Серра, альбомы о приключениях Тинтина представляют собой «шедевр», с которым «не может сравниться творчество ни одного французского романиста».

## Основные вехи
Первая публикация — 10 января 1929 года на страницах еженедельника «Двадцатый век для детей» (приложение к газете «Двадцатый век»). Первый альбом, «Тинтин в стране Советов» (фр. Tintin au pays des Soviets) был опубликован в 1929 году. С 1930 по 1976 год Эрже создал 24 альбома о приключениях репортёра и его друзей (последний остался незавершённым).
Во время Второй мировой войны издание «Двадцатого века» было прекращено, и Эрже стал сотрудничать с газетой Le Soir, занимавшей профашистские позиции. После войны художнику удалось очистить своё имя от обвинений в коллаборационизме, поскольку в период оккупации он сознательно избегал любых политических мотивов в своей работе. Впоследствии его старый знакомый, издатель и участник Сопротивления Раймон Леблан открыл журнал «Тэнтэн», главным редактором и автором которого и стал Эрже. Послевоенные альбомы были им выполнены в цвете, а довоенные альбомы (за исключением самого первого) — пересмотрены и раскрашены.

В XX веке на карте не осталось белых пятен, и Эрже был последним романтиком воображаемых перемещений по земному шару, Жюлем Верном комикса. Тинтин ступил на поверхность Луны за полтора десятилетия до Нила Армстронга. Он исследовал Тибет и нашел Снежного Человека. Он первым встретился с инопланетянами.
— Антон Долин в «Коммерсанте»

## Персонажи

### Тинтин и Милу

Тинтин и Милу

Главный герой серии — газетный репортёр Тинтин (фр. Tintin). Возраст его не совсем ясен; скорее всего, ему чуть более двадцати, причём на протяжении всего растянувшегося на долгие годы повествования он совершенно не меняется (в отличие от окружающей его реальности). Благодаря своей профессии Тинтин путешествует по всему миру (СССР, Европа, Америка, Африка, Азия) и становится участником увлекательных, часто рискованных приключений. Его постоянный спутник и верный друг — фокстерьер Милу (фр. Milou, в русских версиях альбомов о Тинтине — Снежок или Мелок).

### Прочие персонажи
В цикле о Тинтине фигурирует около 350 персонажей, некоторые из которых переходят из одного альбома в другой. Вот основные из них:
- Капитан Хэддок (фр. Haddock), большой любитель выпить, мастер изысканных ругательств. По ходу дела становится владельцем роскошного имения Муленсар.
- Профессор Турнесоль (фр. Tournesol, в русских версиях альбомов о Тинтине — Христаради или Лакмус, в английских — Калькулюс, англ. Calculus). Тип рассеянного и к тому же глуховатого профессора. Гениальный изобретатель. Возможный прототип — инженер и физик Огюст Пиккар.
- Дюпон и Дюпонн (фр. Dupond et Dupont, в английских версиях Томсон и Томпсон, чьи фамилии пишутся по-разному, но произносятся одинаково), два внешне очень похожих незадачливых детектива (они весьма уступают Тинтину в способностях расследовать то или иное происшествие).
- Бьянка Кастафьоре (фр. Bianca Castafiore), певица, восторженная поклонница бельканто и капитана Хэддока. Её прототипом, возможно, была Рената Тебальди.
- Американский миллионер Растопопулос (фр. Rastapopoulos), злейший враг Тинтина.
- Нестор (фр. Nestor), дворецкий. Благородный, верный Нестор служит своему хозяину Капитану Арчибальду Хэддоку в поместье Муленсар. Нестор описывается как высокий человек, в ливрее дворецкого, с носом-картошкой и отвислыми щеками, «делающими его похожим на мопса».

## Состав цикла

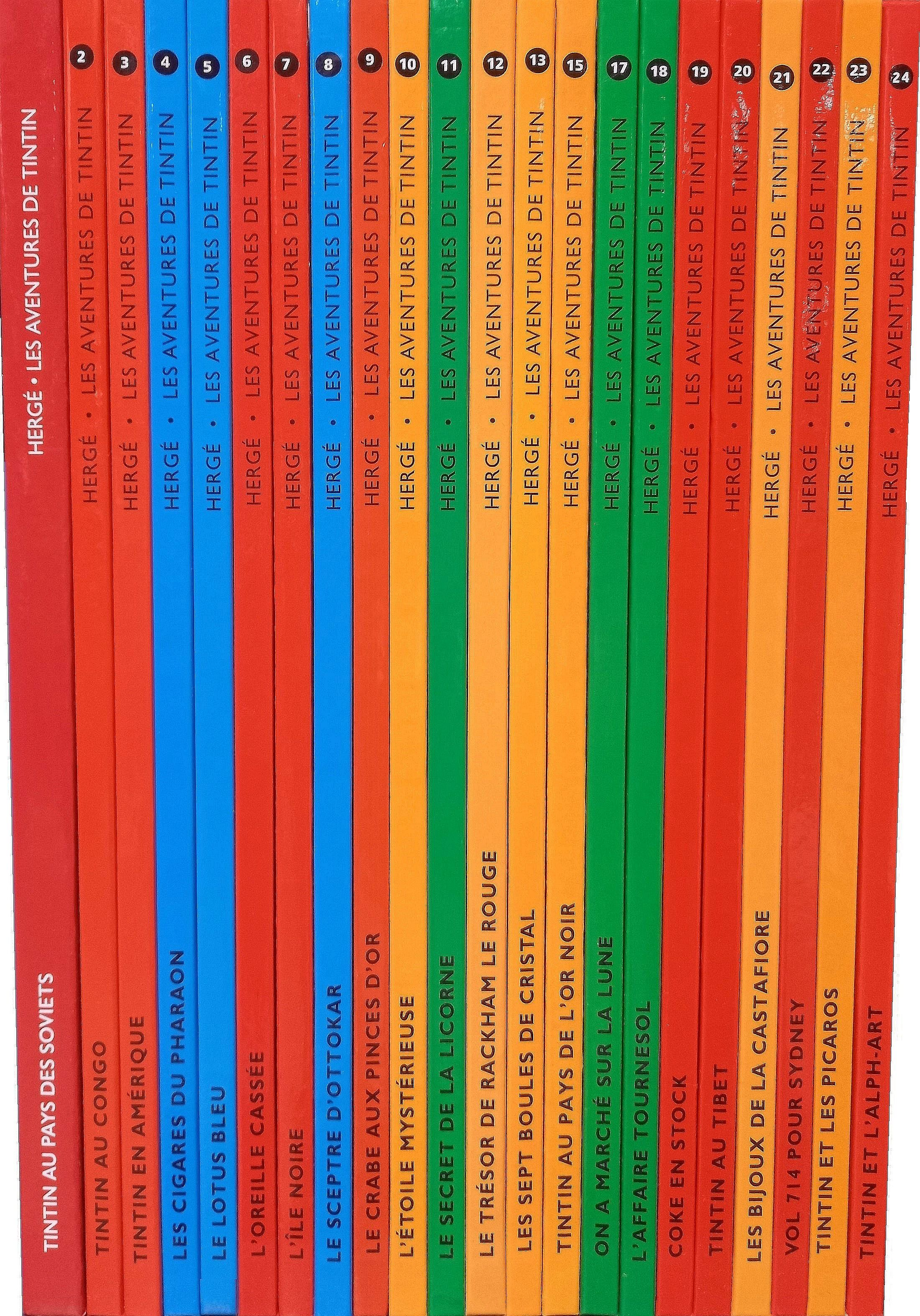
Все альбомы из серии «Приключения Тинтина» в хронологическом порядке

Приключения Тинтина представляют собой смесь различных жанров: авантюрный роман, детектив, сатира, роман-путешествие, научная фантастика и пр.; многие альбомы содержат социально-критические мотивы.
Первый альбом, Тинтин в Стране Советов вышел в 1930; последний из числа полностью завершенных автором — Тинтин и пикаросы (1976). Альбом Тинтин и Альфа-Арт остался незавершенным. Альбомы, составленные последователями Эрже после его смерти, не считаются каноническими.

### Все альбомы (в хронологическом порядке)
1. Тинтин в стране Советов, сентябрь 1930
2. Тинтин в Конго, июль 1931
3. Тинтин в Америке, ноябрь 1932
4. Сигары фараона, октябрь 1934
5. Голубой лотос, сентябрь 1936
6. Сломанное ухо, ноябрь 1937
7. Черный Остров, ноябрь 1938
8. Скипетр Оттокара, январь 1940
9. Краб с золотыми клешнями, ноябрь 1941
10. Таинственная звезда, декабрь 1942
11. Секрет «Единорога», октябрь 1943
12. Сокровище Красного Раккама, ноябрь 1944
13. Семь хрустальных шаров, сентябрь 1948
14. Храм Солнца, сентябрь 1949
15. Тинтин в стране чёрного золота, декабрь 1950
16. Курс на Луну, сентябрь 1953
17. Первые шаги по Луне, август 1954
18. Дело Турнесоля, октябрь 1956
19. Акулы Красного моря, июль 1958
20. Тинтин в Тибете, январь 1960
21. Драгоценности Кастафьоре, январь 1963
22. Рейс 714 на Сидней, январь 1968
23. Тинтин и Пикаросы, январь 1976
24. Тинтин и Альфа-Арт, октябрь 1986

## Идеологический аспект
Несмотря на всемирную популярность, «Приключения Тинтина» становились объектом критики. Обычно критике подвергается стереотипный (и даже, по мнению критиков, почти расистский) образ жителей неевропейского мира. Прежде всего сказанное относится к ранним альбомам, особенно «Тинтину в стране Советов» и «Тинтину в Конго», которые сам Эрже в поздний период признавал «ошибками молодости».
В последующих переизданиях альбомов Эрже систематически убирал острые моменты, серьёзно переделал «Тинтина в Конго». Альбом же «Тинтин в стране Советов», который был написан под сильным влиянием его начальника, аббата Норбера Валле, ярого антикоммуниста, поклонявшегося Муссолини, и на материале единственного источника — книги бывшего бельгийского консула в Ростове-на-Дону Жозефа Дуалле «Москва без покровов», Эрже и вовсе запретил переиздавать, считая его слабым и не отвечающим строгим стандартам достоверности, характерным для позднего его творчества. Альбом, тем не менее, получил широкую популярность в пиратских изданиях и был в конце концов переиздан в 1973-м году с комментариями автора.
В середине 30-х, в процессе работы над очередным приключением Тинтина («Голубой лотос», 1936) Эрже познакомился с начинающим китайским скульптором Чжан Чунжэнем, учившимся в то время в Бельгии, и два молодых художника быстро подружились. Рассказы Чжана оказали больше влияние на Эрже, и с этого момента он начинает отходить от своего раннего наивного расизма и стремиться к максимальной достоверности своих работ. Политические взгляды художника также меняются — от право-консервативных, католических традиций, в которых он был воспитан, Эрже начинает мигрировать в сторону универсализма и умеренно социал-демократических воззрений. В своих поздних альбомах он уже сам регулярно критикует колониализм, засилие крупных корпораций и гонку вооружений. Его работы времён войны и позднее отражают скорее левый, чем правый спектр политических воззрений.

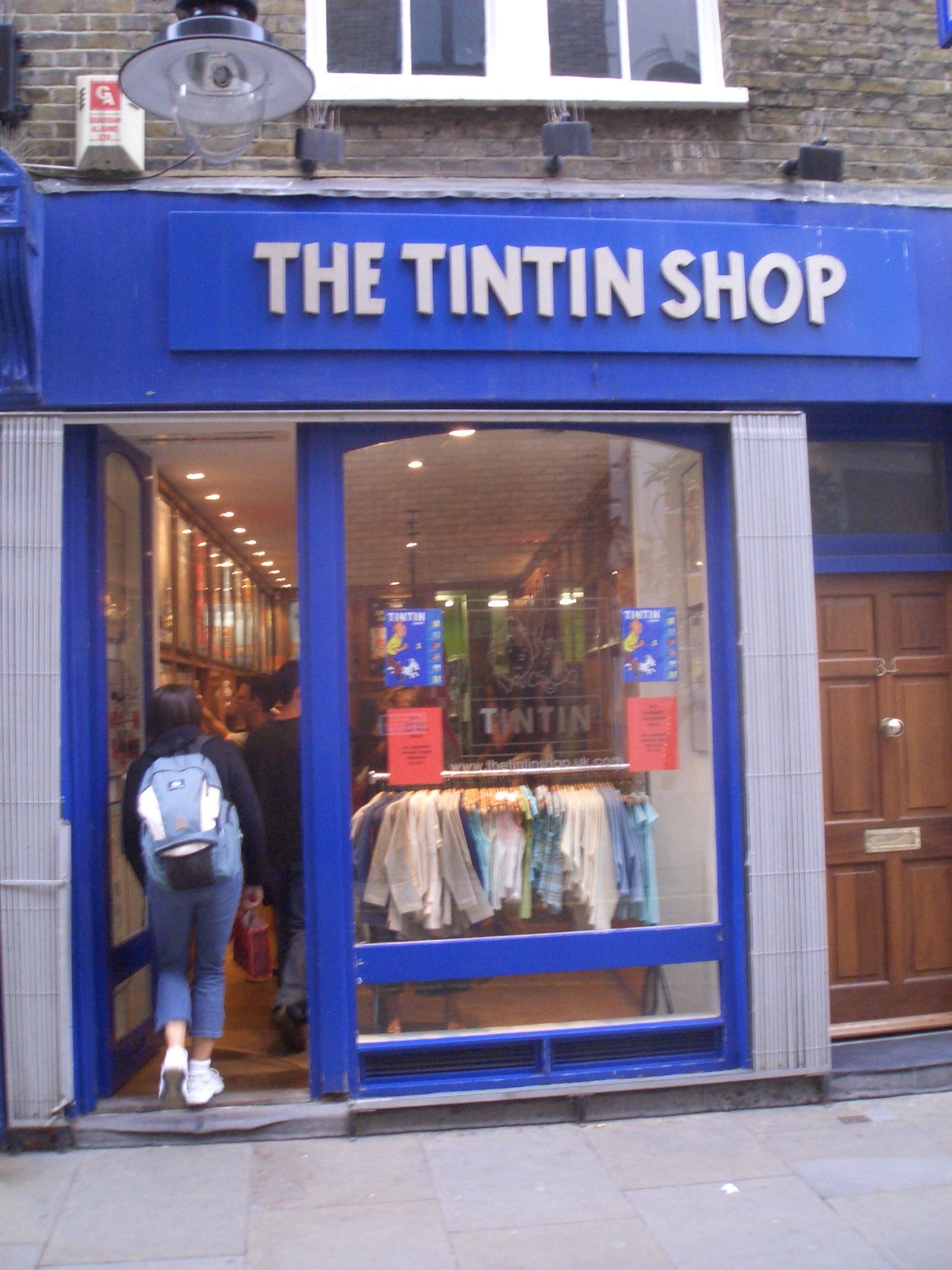
Лондонский магазин с тинтиновской продукцией

## Психоаналитический аспект
Британский писатель-модернист Том Маккарти в 2006 г. издал книгу «Тинтин и тайна литературы», в которой настаивает на психоаналитической подоплёке приключений Тинтина. Он приводит данные биографов Эрже о том, что его бабушка работала прислугой в загородном имении Шомон-Жисту — излюбленном месте отдыха бельгийской королевской фамилии. В 1882 г. она забеременела от неизвестного высокопоставленного гостя и родила двойню. Это были отец и дядя Эрже, внешне напоминавшие Дюпона и Дюпонна. В официальных документах отцом был назван садовник, однако в семье укоренилась легенда, что реальным отцом близнецов был любвеобильный бельгийский монарх.
Совмещая психоанализ с конспирологией, Маккарти пытается нащупать второе дно «Приключений Тинтина» в виде тайной истории семейства Эрже. Например, соблазнение служанки бесчестным аристократом — предмет той арии из «Фауста» Гуно, которая несколько раз упомянута в комиксах. Каждый раз, когда Бьянка Кастафиоре пытается исполнить её, капитан Хэддок зажимает уши, ведь семейная история самого капитана таит много «скелетов». Родовое поместье Муленсар было подарено в XVII веке его предку «королём-солнцем». Обычно такие дары Людовик делал своим незаконнорождённым детям в знак неформального признания своего отцовства.

## Издания в России
В СССР комиксы о Тинтине не издавались, помимо прочих причин, из-за антисоветской и проколониалистской направленности ряда альбомов. Хотя в 1992 году по российскому телевидению был показан мультфильм 1972 года «Тинтин и озеро акул» с русской озвучкой.
В 1993 году из печати вышел первый комикс о Тинтине на русском языке (Тайна «Единорога»), к началу XXI века Россия оставалась одной из немногих европейских стран, где Тинтин оставался почти неизвестен широкой публике.
С 1993 по 2001 год французское издательство «Кастерман» издало несколько книг о приключениях репортёра на русском языке. В них главного героя переводили как Тантан. Всего было издано восемь альбомов («Храм солнца», «Тайна Единорога», «Сокровища Кровавого Рокхама», «Семь хрустальных шаров», «Краб с золотыми клешнями», «Загадочная звезда», «Полет на Луну» и «Первые шаги по Луне»). Также «Кастерман» сотрудничал с российским издательством «МК-Книги», вместе они издали альбом «Сигары фараона» в 2004 году.
С 2013 года издательство «Махаон» начало издание полной серии книг о приключениях Тинтина на русском языке: в 2013 году вышли в свет «Сигары фараона», «Голубой лотос», «Краб с золотыми клешнями», «Черный остров», «Секрет „Единорога“» и «Сокровище Красного Ракхама», в 2014 — «Таинственная Звезда» и «Сломанное Ухо», в 2015 — «Тинтин в Конго», «Тинтин в Америке», «7 хрустальных шаров», «Храм Солнца», «Тинтин в Тибете», «Скипетр Оттокара», «Пункт назначения — Луна» и «Путешественники на Луне», в 2016 — «Драгоценности Кастафьоре», «Рейс 714 на Сидней», «Тинтин в стране Чёрного золота», «Дело профессора», «Акулы Красного моря» и «Тинтин и Пикаросы».
В 2021 году издательство Мелик-Пашаев начало издание лучших комиксов про Тинтина: в 2021 году вышли «Сигары фараона», «Голубой лотос», «Сломанное ухо» и «Чёрный остров», в 2022 году — «Краб с золотыми клешнями», «Секрет Единорога», «Сокровище Красного Ракхама», «7 хрустальных шаров» и «Храм Солнца», в 2023 году — «Скипетр Оттокара», «Курс на Луну», «Первые шаги по Луне», «Дело Турнесоля» и «Тинтин в Тибете», в 2024 году — «Таинственная звезда», «Тинтин в стране чёрного золота», «Акулы Красного моря», «Драгоценности Кастафьоре» и «Рейс 714 в Сидней».
В 2023 году издательство «Бумкнига» впервые в России официально издала альбом «Тинтин в стране советов».

## Экранизации
Приключения Тинтина неоднократно экранизированы: «Краб с золотыми клешнями» (1947), «Приключения Тинтина», (1957), «Тинтин и загадка золотого руна» (1961), «Тинтин и голубой апельсин» (1964), «Тинтин и храм солнца» (1969) «Тинтин и озеро акул» (1972). Все экранизации сняты по альбомам Эрже, кроме фильмов «Тинтин и загадка золотого руна» и «Тинтин и голубой апельсин», которые сняты по мотивам и кроме главных героев с комиксами фильмы не имеют ничего общего. В 1990 году Стефани Бернаскони снял мультсериал «Приключения Тинтина», а в 2011 году в прокат вышел фильм «Приключения Тинтина: Тайна единорога», режиссировать который взялся Стивен Спилберг.